# Éric Bédard
Éric Bédard (ur. 17 grudnia 1976 w Sainte-Thècle) – kanadyjski łyżwiarz szybki specjalizujący się w short tracku. Wielokrotny medalista olimpijski.
Na międzynarodowych imprezach debiutował w połowie lat 90. Startował na trzech igrzyskach (IO 98, IO 02, IO 06), za każdym razem zdobywając medale. Miał pewne miejsce w składzie kanadyjskiej sztafety, zdobywając z nią dwa złote i jeden srebrny medal. W 1998 był także trzeci w wyścigu na 1000 metrów. Wielokrotnie stawał na podium mistrzostw świata, największy indywidualny sukces odnosząc w 2000, kiedy to triumfował na dystansie 500 m.
Od 2008 jest trenerem kadry Niemiec.